# Stația de cale ferată Drochia
Drochia este o stație de cale ferată amplasată în orașul Drochia din Republica Moldova, pe calea ferată Ungheni–Bălți–Ocnița. Complexul edilitar este un monument istoric de importanță națională inclus în Registrul monumentelor Republicii Moldova ocrotite de stat cu nr. 531 (raionul Drochia). Datează de la sf. sec. XIX.